# Карась, Евгений Васильевич
Евгений Васильевич Карась (род. 14 ноября 1987, Киев) — украинский общественный и политический деятель, глава праворадикальной ультранационалистической организации «С14», участник российско-украинской войны. Комендант захваченной Киевской городской государственной администрации во время Евромайдана.

## Биография
Родился 14 ноября 1987 в Киеве. В 1994—2001 учился в киевской средней школе № 284, в 2001—2005 годах — в Днепровском техническом лицее города Киева.
В 2012—2014 годах работал помощником народного депутата Андрея Ильенко из ВО Свобода.
В 2013 против Евгения Карася было возбуждено уголовное дело за организацию беспорядков на одной из строительных площадок. Карась начал скрываться, поскольку был объявлен в розыск.

### Евромайдан
Принимал активное участие в событиях Евромайдана на стороне протестующих. 1 декабря 2013, когда происходил штурм Администрации Президента Украины, Карась был одним из координаторов, которые руководили захватом зданий КГГА и Дома профсоюзов на Крещатике силами активистов Майдана. Впоследствии был назначен комендантом захваченного КГГА.
Согласно данным Бориса Гонты, журналиста издания «Буквы», в событиях 18—20 февраля ни сам Евгений Карась, ни участники С14 не участвовали. Как выяснилось позже, активисты С14 в период самой кровавой фазы Майдана прятались в посольстве Канады. Впоследствии Евгений Карась объяснял это тем, что он считал тогда, что Майдан обречен. После победы Евромайдана ранее открытое уголовное дело против Карася закрыли.
В 2014 году баллотировался в Киевсовет по спискам «Свободы», но не прошел.

### Российско-украинская война
После начала войны вступил в батальон МВД «Киев-2». Дежурил на блокпосту в районе Волновахи, занимался выявлением сообщников пророссийских вооружённых формирований.
Впоследствии перешел в батальон «Гарпун», который специализировался на разведке и антидиверсионных действиях.
3 марта 2022 года в бою с российскими войсками в предместьях Киева погиб его старший брат Владимир.

### Общественная деятельность
В 2018 году основал организацию «Образовательная ассамблея». Этот проект получил финансирование от государства, став одним из победителей в конкурсе общественного бюджета Киева, в состав комиссии входили представители Министерства молодежи и спорта. Сам Евгений Карась уточнил, что деньги выделяются на проведение мероприятий, а не на общественную организацию как таковую.

## Скандалы
Деятельность С14 неоднократно привлекала внимание правоохранительных органов и слецслужб, и за её активистами началась слежка. Сам Карась неоднократно фигурировал в криминальных эпизодах, в том числе нападениях на журналистов, коммунистов.

### Похищение сотрудника СБУ
В 2013 году активистам С14 удалось вычислить и схватить милиционера, который вел за ними слежку. Евгений Карась тогда сообщил, что это был сотрудник департамента «Т» СБУ, имевших задание запугивать активистов С14 и Свободы.

### Ксенофобия
Ряд СМИ указывали на участие Евгения Карася 23 ноября 2013 на марше памяти жертв Голодомора в Киеве, участники которого выкрикивали расистские и неонацистские лозунги, призывающие к революции. Мэр Львова назвал этот марш «позором для города», а об участии Евгения говорил активист движения «Автономного сопротивления» Зенон Дашак.

### Убийство Олеся Бузины
16 апреля 2015 возле своего дома был убит оппозиционный журналист Олесь Бузина. Злоумышленники скрылись на автомобиле, впоследствии покинув его на одной из улиц Киева. По слухам, Карась 18 июня 2015 года задерживался полицией, как один из подозреваемых, но вскоре был отпущен за недостатком улик. Арсен Аваков тогда рапортовал о задержании трёх подозреваемых, но не назвал имя третьего. Имена двух подозреваемых известны. Это Андрей Медведько и Денис Полищук, также являющиеся активистами «С14».

### Уголовное преследование в России
В ноябре 2018 года Россия наложила именные санкции на некоторых украинских деятелей. Но перепутала лидера националистической организации С14 Евгения Васильевича Карася с его тезкой Евгением Валерьевичем Карасем, который владеет художественной галереей в Киеве, и ввела их против последнего. Но в декабре того же года Евгений Васильевич Карась попал в обновленный российский санкционный список.
В январе 2019 Карась был заочно арестован Басманным судом Москвы за нападение на российское посольство в Киеве в 2016 году. Сам Карась отвергает свое участие в мероприятии, называя Россию «криворукими террористами».

### Вождение в нетрезвом виде
В августе 2017 полиция остановила в Днепре автомобиль Opel, который вёл Евгений Карась. Патрульные составили протокол о вождении в нетрезвом состоянии. Однако суд закрыл дело на том основании, что полиция не внесла алкотестер, который использовала, в перечень технических средств.

### Конфликт со «Страной.ua»
25 декабря 2017 года Карась чуть не избил главредактора интернет-издания «Страна.ua» — Игоря Гужву. В тот день он организовал на Майдане акцию о справедливом приговоре для «титушки» Юрия Крысина, причастного к убийству журналиста газеты «Вести» Вячеслава Веремия. Когда Гужва присоединился к акции, Карась заявил ему, что тот защищал «титушек» во время Евромайдана и плюнул в него, посоветовав побыстрее убираться. Уже в январе следующего года Гужва покинул Украину и выехал в Австрию, попросив там политического убежища. 1 февраля 2018 Гужва сообщил, что причиной выезда в Австрию стали угрозы физической расправы.